# لوتفيانا أريس بوديارتو
لوتفيانا أريس بوديارتو مواليد 31 أغسطس 1990، هي لاعبة كرة مضرب إندونيسية بدأت مسيرتها كمحترفة سنة 2004. أعلى تصنيف لها في الفردي كان المركز الـ 725 في سنة 2007. بينما في الزوجي أعلى تصنيف لها هو 734 .

## روابط خارجية
- لوتفيانا أريس بوديارتو على موقع رابطة محترفات التنس (الإنجليزية)
- لوتفيانا أريس بوديارتو على موقع الاتحاد الدولي لكرة المضرب (الإنجليزية)